# Eluru
Eluru là một thành phố và khu đô thị của quận West Godavari thuộc bang Andhra Pradesh, Ấn Độ.

## Địa lý
Eluru có vị trí 16°42′B 81°06′Đ / 16,7°B 81,1°Đ Nó có độ cao trung bình là 22 mét (72 feet).

## Nhân khẩu
Theo điều tra dân số năm 2001 của Ấn Độ, Eluru có dân số 189.772 người. Phái nam chiếm 49% tổng số dân và phái nữ chiếm 51%. Eluru có tỷ lệ 70% biết đọc biết viết, cao hơn tỷ lệ trung bình toàn quốc là 59,5%: tỷ lệ cho phái nam là 75%, và tỷ lệ cho phái nữ là 66%. Tại Eluru, 10% dân số nhỏ hơn 6 tuổi.